# Nüsttal
Nüsttal är en kommun i Landkreis Fulda i Regierungsbezirk Kassel i förbundslandet Hessen i Tyskland.
Kommunen bildades 1 februari 1971 genom en sammanslagning av de tidigare kommunerna  Hofaschenbach, Mittelaschenbach, Morles, Oberaschenbach, Rimmels och Silges. Gotthards och Haselstein uppgick i den nya kommunen 1 augusti 1972.